# Есін Афшар
Есін Афшар (ім'я при народженні Есін Сінаноглу, 1 січня 1936, Барі — 14 листопада 2011, Стамбул) — турецька співачка і акторка.

## Біографія
Народилася в місті Барі (Італія) в родині письменника і співробітника турецького посольства Нюзхета Хашима Сінаноглу і його дружини журналістки і письменниці Рювейде. Есін Афшар була молодшою з п'яти дітей. Один з її братів, Октай Сінаноглу — відомий хімік.
Вивчала гру на піаніно в Анкарській консерваторії. Після закінчення консерваторії почала працювати піаністкою в турецькому державному театрі опери та балету, але незабаром перейшла на роботу в театр. Також вона вийшла заміж за Керіма Афшара. Після дванадцяти років роботи в театрі, Есін Афшар повернулася до занять музикою і почала виконувати пісні французькою та італійською мовами. Після зустрічі з Рухі Су, вона включила в свій репертуар турецьку народну музику. У 1975 році після розлучення з Керімом Афшаром Есін Афшар вийшла заміж за Шенера Аралу. Після середини 1980-х років Есін Афшар здійснювала в основному закордонні тури. У 1999 році вона була госпіталізована.
14 листопада 2011 року Есін Ашар померла в стамбульському госпіталі, куди вона була госпіталізована за три тижні до цього у зв'язку з лейкемією. Есін Афшар похована на кладовищі Караджаахмет. У неї залишилися чоловік Шенер Арал, син Доган Джан і дочка Пинар.

## Кар'єра
У 1970 році Есін Афшар дала серію концертів в Італії. В 1972 році вона відвідала Радянський Союз і Південну Корею, в 1973 році — Ізраїль, Велику Британію, Бельгію та Туніс. У 1974 році Есін Афшар здійснила тур по Австралії. У 1975 році вона брала участь у відборі представниці Туреччини на Євробачення. У 1985 році дала концерт у Парижі. У 1988 році вона дала концерт в Лозанні, а в 1989 році — в Мюлузі.

## Дискографія

### Альбоми[11]
- Dün ve Bugünün Türk Şiir ve Ezgileri, 1986
- Ruhi Su'ya Türkü, 1987
- Yunus Emre, 1991
- Esin Alaturka, 1995
- Atatürk, 1997
- Özlem, 1998
- Pembe Uçurtma, 1998
- Caz Yorumlarıyla Aşık Veysel, 1999
- Nazım Hikmet Şarkıları, 2000
- Yunus Emre & Mevlana Şarkıları, 2002
- Söz Çiğdem Talu, 2006
- Büyük Türk Şairi Nazım Hihmet, 2010
- Esin Afşar Odeon Yılları, 2010

### 45-міліметрові пластинки[11]
- Allam Allam Seni Yar / Yoh Yoh, 1970
- Niksarın Fidanları / Aliyi Gördüm Aliyi, 1970
- Gurbet Yorganı / Elif, 1970
- Halalay Çocuk / Güzelliğin On Para Etmez, 1970
- Allam Allam Seni Yar / Drama Köprüsü, 1970
- Yoh Yoh / Bebek (Bir Masal Türküsü), 1970
- Kara Toprak / Yunus (Bana Seni gerek Seni), 1970
- Yağan Yağmur / Çatladı Dudaklarım Öpülmeyi Öpülmeyi, 1971
- Diley Diley Yar / Yaprağı, 1971
- Sivastopol / Küçük Kuşum, 1971
- Gel Dosta Gidelim / Sorma, 1971
- Dert Şarkısı / Niye Çattın Kaşlarını, 1974
- Sandığımı Açamadım / Güneşe Giden Gemi, 1974
- Canı Sıkılan Adam / Yiğidin Öyküsü, 1975
- Sanatçının Kaderi / O Pencere, 1975
- Hacer Hanım / Ben Olayım, 1976
- Zühtü / Kaz, 1976